# Victoria (okręg Tulcza)
Victoria – wieś w Rumunii, w okręgu Tulcza, w gminie Nufăru. W 2011 roku liczyła 211 mieszkańców.